# East Orange Colonials
Gli East Orange Colonials sono stati una franchigia di pallacanestro della EBA, con sede a East Orange, nel New Jersey, attivi tra il 1972 e il 1974.
Nacquero nel 1972 come Garden State Colonials. Disputarono due stagioni nella EBA, qualificandosi per i play-off nella seconda, quando persero la semifinale di division con gli Hamilton Pat Pavers. Scomparvero dopo la stagione 1973-74.

## Stagioni
| Stagione | Lega | Denominazione          | V  | P  | %    | Piazzamento | Play-off               |
| -------- | ---- | ---------------------- | -- | -- | ---- | ----------- | ---------------------- |
| 1972-73  | EBA  | Garden State Colonials | 13 | 19 | 40,6 | 5º          | -                      |
| 1973-74  | EBA  | East Orange Colonials  | 8  | 19 | 29,6 | 3º          | Semifinale di division |